# Uhlrather Hof

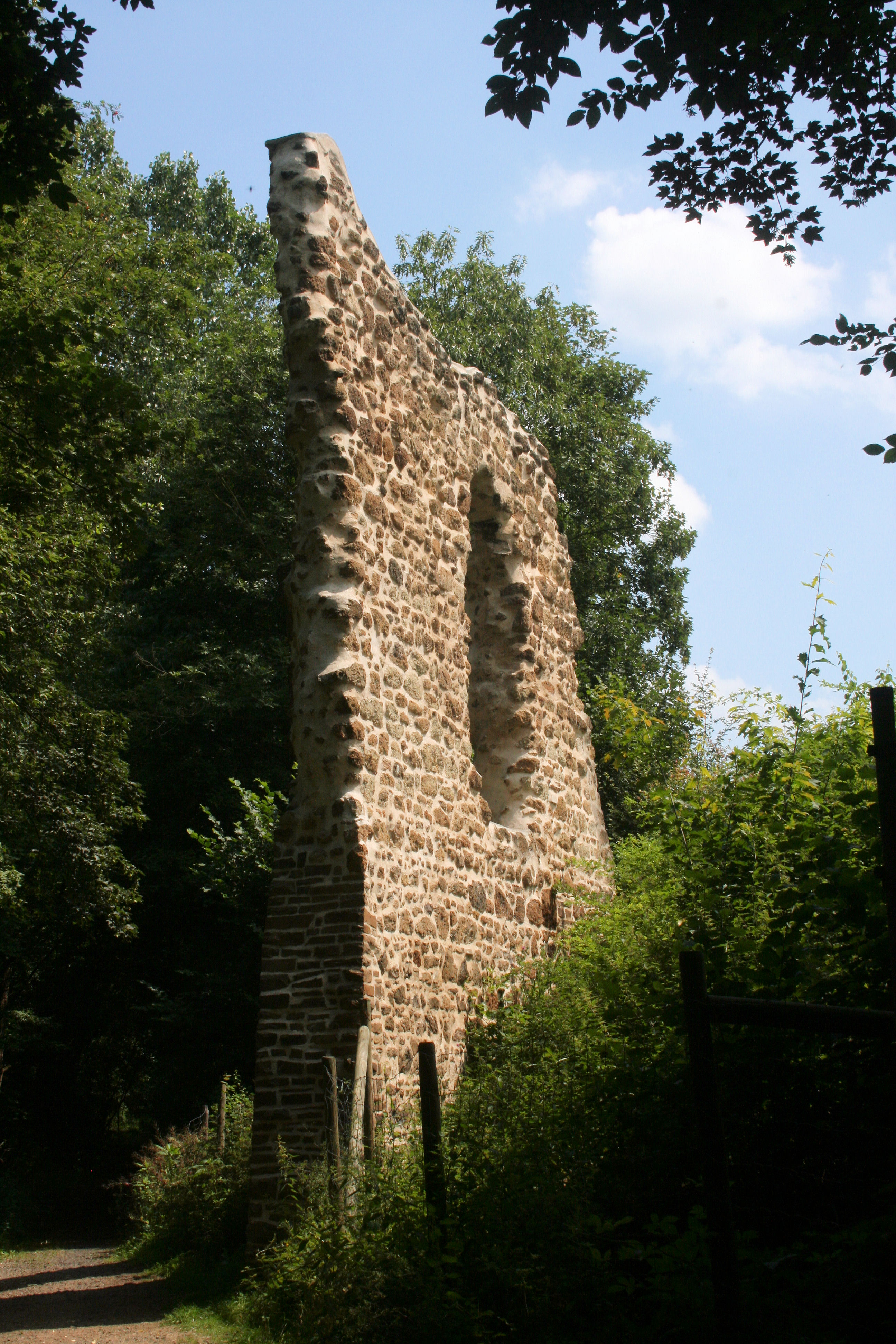
Die Restruine des Hofes

Der Uhlrather Hof war ein Hofgut in der Stadt Siegburg im Rhein-Sieg-Kreis. Heute steht von dem Gut nur noch ein Gemäuer, das unter Denkmalschutz steht.

## Lage
Das Gelände liegt zwischen Bundesstraße 56 und Agger westlich von Siegburg auf einer Höhe von 64 m ü. NN.

## Geschichte
1380 verkauften die Junker von Ulroide den Uhlrather Hof. Bei einer Steuerschätzung 1565 wird das Gut als verfallen bezeichnet und vermerkt, der Kamin sei vor einigen Jahren einem Hochwasser der Agger zum Opfer gefallen.
Uhlrather Hof hieß auch das Ausflugslokal, das bei der Ruine erbaut wurde. Das Wald-Restaurant Uhlrather Hof wurde am 15. März 1903 durch den neuen Pächter Franz Jung eröffnet. Er lud z. B. in der Hennefer Zeitung ab 15. März 1903 regelmäßig zu Konzerten und Sommerfesten in die große Gartenwirtschaft ein, die für ca. 2000 Gäste Platz bot. Ab 1903 hatte der Siegburger Schützenverein St. Hubertus 08 auf Pachtvertrag einen Schießstand errichtet, der aber nach Beendigung des Ersten Weltkrieges durch die französische Besatzungsmacht am 7. Dezember 1918 beschlagnahmt und bei Rückgabe im September 1919 durch Sprengung vollständig zerstört wurde. Nachdem nur noch mit kleinen Kalibern geschossen werden durfte, wurde der Pachtvertrag im April 1927 an die Stadt Siegburg zurückgegeben. Am 23. August 1944 wurden hier drei luxemburgische Kriegsgefangene aus dem Zuchthaus Siegburg erschossen, für die eine Gedenktafel errichtet wurde.
Die Waldgaststätte schloss nach dem Zweiten Weltkrieg und wurde von der Stadt Siegburg dann als Notunterkunft benutzt. Für den Bau der B 56 N wurde das Gelände an den Straßenbaulastträger Bund verkauft, und das Landesstraßenbauamt riss die Gaststätte im August 1964 ab.